# Nicolas Fouquet
Nicolas Fouquet, hầu tước xứ Belle-Île, tử tước xứ Melun et Vaux (23  tháng 2, 1615 – 23 tháng 3, 1680) là Bộ trưởng Tài chính Pháp từ 1653 tới 1661 dưới thời vua Louis XIV. Ông đã có một sự nghiệp hiển hách và có được khối tài sản kếch xù. Khi thất sủng, ông bị buộc tội tham ô (lạm thu ngân quỹ của nhà nước) và lèse-majesté (tội khi quân). Nhà vua đã bắt giam ông từ năm 1661 cho đến khi ông qua đời vào năm 1680.

## Thời niên thiếu
Nicolas Fouquet sinh ra tại Paris trong một gia đình có thế lực của giới quý tộc áo choàng (noblesse de robe), những thành viên của giới quý tộc dưới thời Ancien Régime, họ có chức vụ cao trong chính phủ, đặc biệt là trong ngành tư pháp và tài chính). Ông là con thứ hai của François IV Fouquet (người giữ nhiều chức vụ cao trong chính phủ) và của Marie de Maupeou (người xuất thân từ một gia đình quý tộc và nổi tiếng với lòng mộ đạo và các hoạt động từ thiện).:18–23,

Huy hiệu của gia tộc Fouquet. Phương châm của gia tộc là ‘Quo non ascendet?’. Fouquet có nghĩa là ‘sóc’ trong một phương ngữ ở phía Tây nước Pháp.^{:21, 28}

Trái ngược với những lời tuyên bố của gia đình, gia tộc Fouquet không xuất thân từ dòng dõi quý tộc. Trên thực tế, ban đầu họ là những thương gia buôn vải, có trụ sở tại Angers. Sau đó, cha của Fouquet đã tích lũy được khối tài sản lớn với tư cách là chủ tàu ở Brittany. Ông được Hồng y Richelieu để ý đến và trao cho ông những vị trí quan trọng trong chính phủ. Năm 1628, ông trở thành cộng sự điều hành của Công ty Quần đảo Châu Mỹ (Compagnie des Îles de l'Amérique), một công ty được cấp phép để thực hiện hoạt động thuộc địa hóa Quần đảo Pháp, bao gồm cả công tác truyền giáo, thương mại và đầu tư.:18–23
Gia đình Fouquet cực kỳ sùng đạo. Họ đã lên kế hoạch để Nicolas trở thành giáo sĩ. Trong số 11 người con của gia đình sống sót đến tuổi trưởng thành, cả 5 cô gái đều tuyên thệ. Trong số những người con trai, 4 người đã trở thành thương nhân buôn vải và 2 người trở thành giám mục. Chỉ có Nicolas và anh trai Gilles là giáo dân.:51
Sau một thời gian học tập sơ bộ với các tu sĩ Dòng Tên ở tuổi 13, Fouquet đã nhận được bằng luật của mình từ Đại học Paris. Hồng y Richelieu đã tư vấn cho Fouquet về sự lựa chọn nghề nghiệp sau này.:40

## Sự nghiệp chính trị
Năm 1634, Fouquet được bổ nhiệm làm cố vấn của Nghị viện Metz. Richelieu giao cho ông nhiệm vụ nhạy cảm là xác minh các tài khoản để xác định xem Công tước Karl IV xứ Lorraine có đang biển thủ số tiền mà lẽ ra phải trả cho Vua Pháp hay không. Fouquet, khi đó vẫn còn là một thiếu niên, đã hoàn thành nhiệm vụ này một cách hăng hái.:40–41 Năm 1636, khi mới 20 tuổi, cha ông đã mua cho ông chức maître des requêtes (một viên chức tư pháp cấp cao về luật hành chính tại Pháp) với giá 150.000 livre (dưới thời Ancien Regime, nhiều chức vụ trong chính phủ đã được những người nắm giữ chức vụ đó mua lại).[1], Năm 1640, ông kết hôn với Louise Fourché giàu có và có nhiều mối quan hệ và nhận được khoảng 160.000 livre từ của hồi môn, cộng với các khoản tiền cho thuê nhà và đất đai khác. Louise qua đời năm 1641 ở tuổi 21, sáu tháng sau khi sinh một cô con gái. Fouquet khi đó 26 tuổi.
Hồng y Richelieu mất năm 1642, nhưng Fouquet đã thành công trong việc gây ấn tượng với người kế nhiệm là bộ trưởng chính, Hồng y Mazarin, người đã trở thành người bảo vệ ông (về lâu dài, mối quan hệ này rất căng thẳng:59–60). Từ năm 1642 đến năm 1650, Fouquet đã giữ nhiều chức vụ khác nhau, đầu tiên là ở các tỉnh và sau đó là với quân đội của Mazarin. Năm 1648, Fouquet được bổ nhiệm làm tổng quản lý của Paris, ngay khi Fronde thứ hai nổ ra. Ông đã hỗ trợ đắc lực cho Mazarin và Hoàng thái hậu, Anne của Tây Ban Nha (người nhiếp chính cho Louis XIV trẻ tuổi) để bảo vệ chế độ quân chủ. Kết quả là, Fouquet đã giành được lòng trung thành và sự ủng hộ lâu dài của Mazarin:30 và Anne của Tây Ban Nha.
Những vị trí cấp cao này đã nâng cao vị thế của ông trong triều đình. Vào năm 1650, ông được phép mua chức vụ Tổng thanh tra (procureur général) của Nghị viện Paris với giá 450.000 livre, qua đó đưa ông lên hàng ngũ ưu tú nhất của giới quý tộc áo choàng.

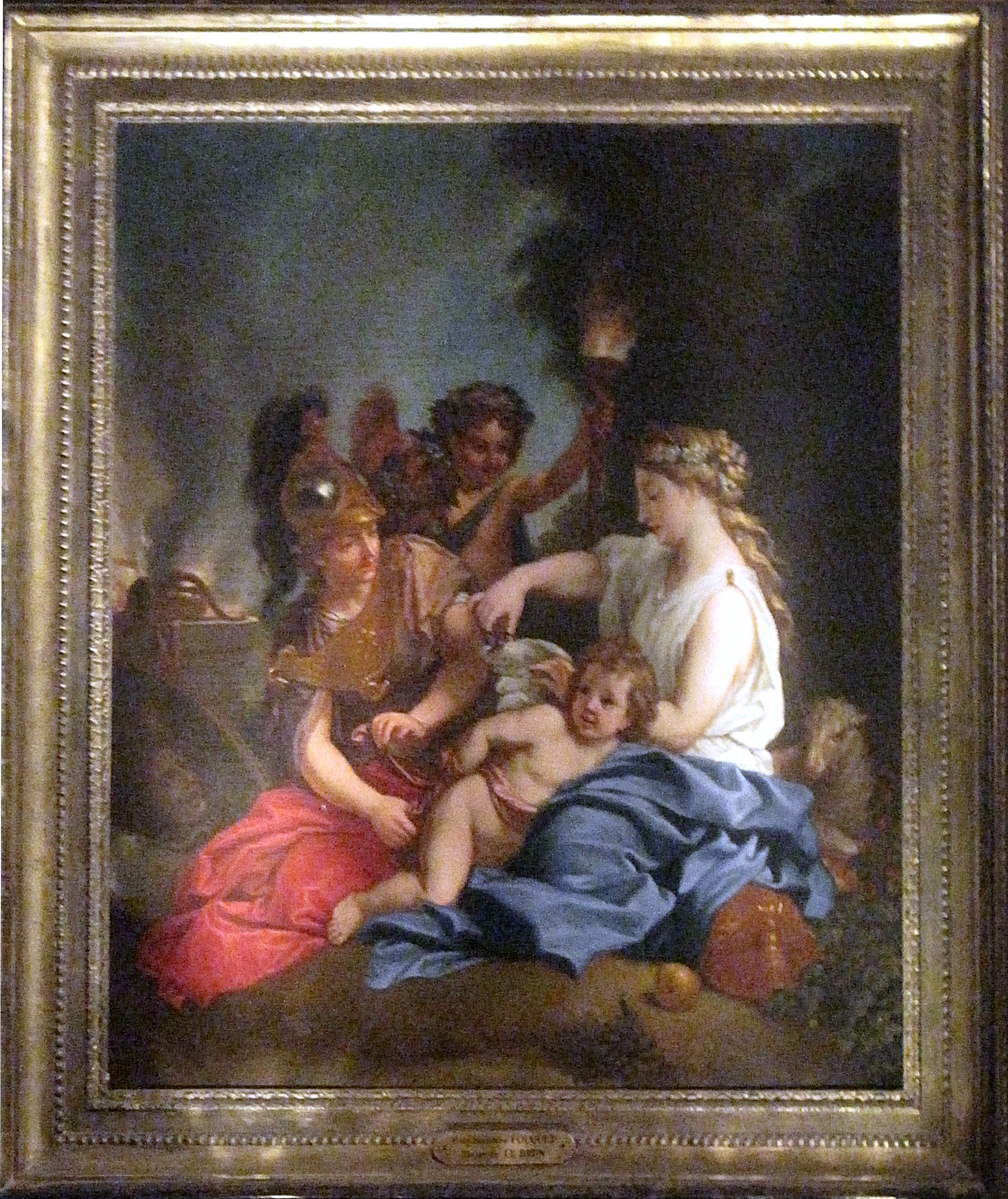
Chân dung Marie-Madeleine de Castille, Vợ của Nicolas Fouquet.

Tài sản vốn đã lớn của Fouquet càng tăng thêm khi ông kết hôn với Marie-Madeleine de Castille, 15 tuổi, vào năm 1651. Bà xuất thân từ một gia đình giàu có thuộc giới quý tộc áo choàng, có mối quan hệ tốt.:77 Fouquet có năm người con với bà.
Trong thời gian Mazarin bị lưu đày trong Fronde lần thứ hai, Fouquet vẫn trung thành với ông, bảo vệ tài sản của ông và thông báo cho ông biết những gì đang diễn ra trong triều đình.:59–60 Khi Mazarin trở về, Fouquet đã thỉnh cầu và nhận được phần thưởng là chức giám đốc tài chính (vào ngày 7 tháng 2 năm 1653), khiến ông trở thành người trẻ nhất giữ chức vụ này trong Ancien Regime.
Tài chính hoàng gia đang trong tình trạng thảm hại vào thời điểm này, do nhiều năm chiến tranh dưới thời Hồng y Richelieu và Mazarin, trong khi các hoạt động thu thuế đã lỗi thời. Chỉ khoảng một nửa tổng số tiền thuế thu được thực sự nằm trong kho bạc hoàng gia, phần còn lại bị các bên khác nhau vơ vét. Trong tình hình bất ổn này, Fouquet chịu trách nhiệm về các quyết định nên sử dụng quỹ nào để đáp ứng nhu cầu của các chủ nợ của nhà nước, nhưng cũng chịu trách nhiệm về các cuộc đàm phán với các nhà tài chính lớn cho nhà vua vay tiền. Sự sẵn lòng tôn trọng một số lời hứa của hoàng gia của Fouquet đã nâng cao uy tín của vương quyền với tư cách là người đi vay và củng cố uy tín của chính phủ, mặc dù các biện pháp kiểm soát đối với quá trình này không hiệu quả hoặc không tồn tại. Những cuộc chiến tranh kéo dài và lòng tham của các cận thần khiến đôi khi Fouquet phải đáp ứng nhu cầu về tiền bằng cách vay dựa trên uy tín tốt của chính mình.:33–42 Fouquet nhận thức được những rủi ro mà mình đang phải đối mặt - ông sợ sẽ hủy hoại gia đình và những người bạn đã giúp ông cho vương quyền vay tiền. Vào tháng 12 năm 1658, ông đã đệ đơn từ chức lên Mazarin, nhưng thật không may cho ông, đơn từ chức đã không được chấp nhận.

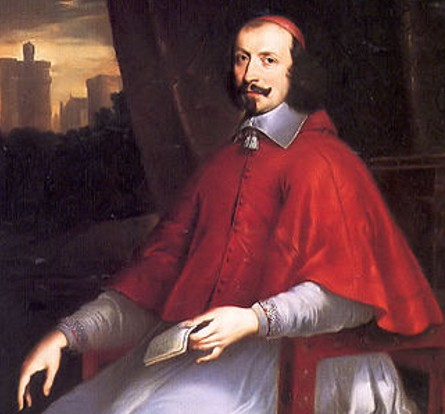
Hồng y Mazarin

Sự hỗn loạn trong các tài khoản trở nên vô vọng, nhưng cũng là bình thường – vương quốc này có lịch sử lâu dài về tình hình tài chính hoàng gia được kiểm soát kém. Trong mọi trường hợp, việc phát hành nợ không thể giải quyết được tình hình kinh tế đáng tiếc của vương quốc nếu không có khả năng và mong muốn cơ bản để kiểm soát chi tiêu và mang lại doanh thu thuế. Fouquet trở thành nhân tố trung tâm trong tình hình nợ nần về cơ bản là không thể duy trì được. Fouquet đã vạch ra một kế hoạch để mang lại trật tự cho tài chính công, nhưng ông không bao giờ đạt được tiến triển trong việc thực hiện kế hoạch đó, mặc dù sau đó Colbert đã tiếp quản.:63 Thay vào đó, mọi việc vẫn diễn ra như thường lệ: các hoạt động gian lận được thực hiện mà không bị trừng phạt, và các nhà tài chính được duy trì ở vị trí khách hàng thông qua các ưu đãi chính thức và viện trợ hào phóng bất cứ khi nào họ cần. Trong khi đó, nông dân và thường dân ở các thành phố đã phải trả giá cho tình trạng hỗn loạn này.:33–42
Với cái chết của Mazarin vào ngày 9 tháng 3 năm 1661, Fouquet mong đợi được bổ nhiệm làm thủ tướng, nhưng Vua Louis XIV nghi ngờ lòng trung thành của ông đối với vương quyền vì những tham vọng được che giấu kém cỏi của ông. Khi đảm nhiệm các nhiệm vụ của một vị vua, Louis XIV đã nghĩ đến Fouquet khi tuyên bố rằng ông sẽ là thủ tướng của mình. Colbert, có lẽ đang tìm cách kế nhiệm Fouquet, đã làm cho nhà vua không hài lòng bằng những báo cáo bất lợi về thâm hụt và những báo cáo không mấy hay ho về Fouquet. Tuy nhiên, Fouquet đã có một số biện pháp bảo vệ – vị trí cao của ông tại Nghị viện (ông vẫn là tổng quản) đã giúp ông được miễn trừ khỏi bị truy tố bởi bất kỳ cơ quan nào ngoại trừ Nghị viện, nơi mà ông kiểm soát phần lớn. Một lý do khác khiến Fouquet có thể cảm thấy an toàn là những gì ông đang làm không nhất thiết là bất hợp pháp – ngay cả Colbert sau này cũng thừa nhận rằng "Fouquet đã thực hiện vụ cướp của mình trong khi vẫn giữ được đôi tay sạch sẽ".:40

## Vaux-le-Vicomte

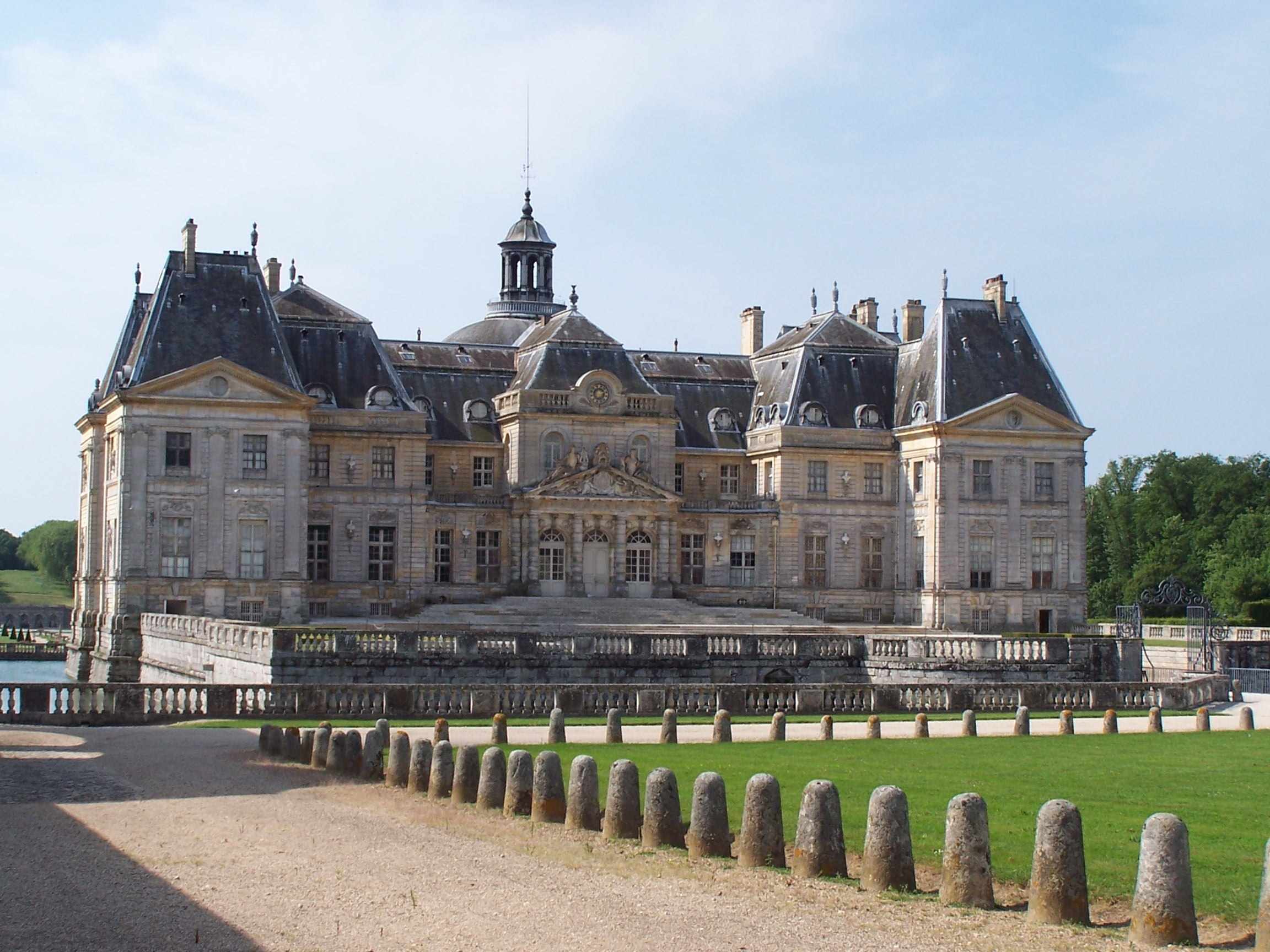
Mặt tiền lối vào Vaux-le-Vicomte

Năm 1641, lúc đó Fouquet 26 tuổi, đã mua điền trang Vaux-le-Vicomte và lâu đài nhỏ của nó nằm cách Paris 50 km về phía Đông Nam. Ông đã chi một khoản tiền khổng lồ trong suốt 20 năm để xây dựng một lâu đài trên điền trang của mình. Xét về quy mô, sự tráng lệ và trang trí nội thất, lâu đài này chính là tiền thân của Cung điện Versailles. Để thiết kế lâu đài, ông đã tập hợp một đội ngũ mà sau này nhà vua đã sử dụng cho Versailles: kiến trúc sư Louis Le Vau, họa sĩ Charles Le Brun và nhà thiết kế sân vườn André le Nôtre.
Tại Vaux và các bất động sản lớn khác mà ông sở hữu (đáng chú ý là điền trang của ông ở Saint-Mandé, giáp ranh với Château de Vincennes), Fouquet đã thu thập được rất nhiều bản thảo, tranh vẽ, đồ trang sức và đồ cổ quý hiếm, và trên hết là vây quanh mình bằng các nghệ sĩ và tác giả. Jean de La Fontaine, Pierre Corneille, Molière, Madame de Sevigné và Paul Scarron là một số ít trong số nhiều nghệ sĩ và tác giả đã nhận được lời mời của ông, và đối với một số người, là nhận được sự bảo trợ của ông.:89–90
Những khoản chi tiêu xa hoa và sự phô trương của cải của viên Giám đốc Tài chính, cuối cùng đã làm tăng thêm ác cảm của nhà vua.